# Фицсиммонс, Томми
То́мас Фицси́ммонс (англ. Thomas Fitzsimmons; 21 октября 1870 — дата смерти неизвестна), более известный как То́мми Фицси́ммонс (англ. Tommy Fitzsimmons) — шотландский футболист, нападающий.

## Футбольная карьера
Родился в Аннбэнке, Шотландия. Играл за клуб «Аннбэнк». В ноябре 1892 года перешёл в английский клуб «Ньютон Хит» из Манчестера. Дебютировал в основном составе 19 ноября 1892 года в матче Первого дивизиона против бирмингемского клуба «Астон Вилла» на стадионе «Норт Роуд», забил один из голов в этой игре. Провёл в составе клуба 2 сезона, сыграв в 30 матчах и забив 6 голов. В июне 1894 года Томми вернулся в «Аннбэнк».
В октябре 1894 года перешёл в «Сент-Миррен», где сыграл 3 матча и забил 1 гол. В ноябре того же года вновь стал игроком клуба «Аннбэнк». В сентябре 1895 года перешёл в «Фэрфилд». В марте 1897 года стал игроком «Глоссоп Норт Энд». В том же году снова перешёл в «Фэрфилд», а затем и в «Олдем Каунти». Затем играл за «Чорли». В августе 1898 года перешёл в «Уиган Каунти», а в сентябре 1899 года вернулся в «Аннбэнк».
Младший брат Томми, Дэвид, также выступал за «Ньютон Хит».